# Drumul Sfântului Iacob
Drumul lui Iacob mai scurt: El Camino (în spaniolă Camino de Santiago, în galiciană Camiño de Santiago) este un traseu de pelerinaj creștin străbătut din Evul Mediu, care are ca destinație mormântul apostolului Iacob cel Mare situat în cripta Catedralei din Santiago de Compostela (Galicia, Spania). Este o „Cale presărată cu numeroase demonstrații de fervoare, penitență, ospitalitate, artă și cultură, care ne vorbește în mod elocvent despre rădăcinile spirituale ale Bătrânului Continent”.

## Istorie

Crucea lui Iacob.

De obicei se înțelege Camino de Santiago în mod exclusiv traseul care vine din Franța trecând peste Pirinei, cunoscut drept Camino Francés, însă sunt mai multe trasee prin care pelerinii au ajuns de-a lungul secolelor la Santiago, de pildă cel care pleacă din Asturia, cunoscut sub numele de Camino primitivo sau cel care vine din Portugalia (Camino portuguhez).
Camino francez are două ramuri, una care traversează Pirineii prin Navarra: Camino navarro, alta care le trece prin Aragona: Camino aranoges. Amândouă se întâlnesc la Puente la Reina și merg mai departe spre Galicia prin La Rioja și Castilla Leon. Înainte, Camino navarro trece prin Roncesvalles, Pamplona și Estella, în timp ce Camino aranoges trece prin Somport și Jaca. După Puente la Reina, Camino francez continuă prin Burgos și León, urcând până Galicia prin O Cebreiro. 
Pelerinajul a luat naștere în prima jumătate a secolului al XI-lea, sub impulsul călugărilor. Credincioșii din toate colțurile Europei au început să vină în grupuri mereu mai numeroase la mormântul apostolului Iacob cel Mare, îndreptându-se până spre locul care în acele timpuri era considerat finis terrae, căpătul lumii cunoscute, găsind de-a lungul drumului asistență și cazare. 

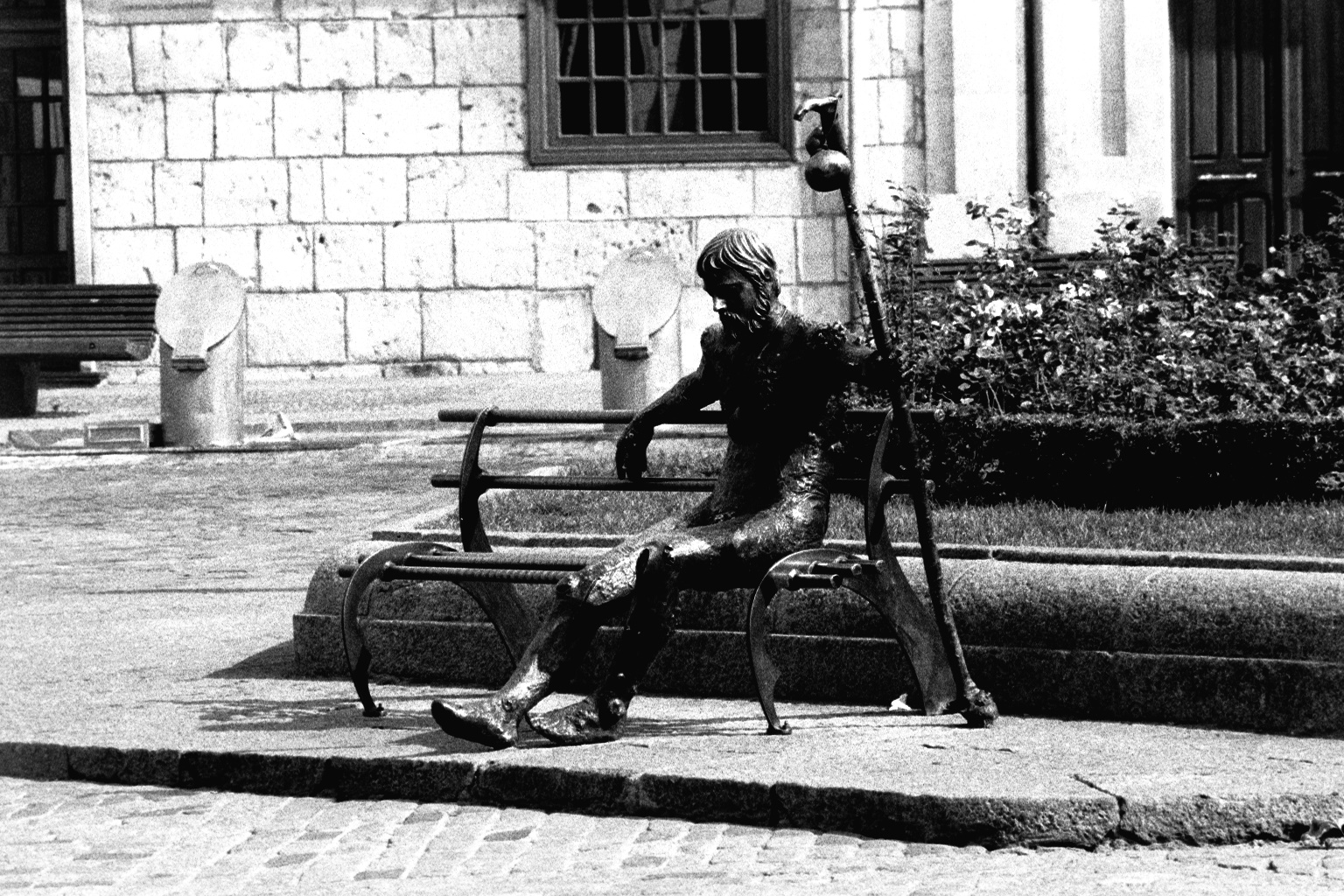
Monument al pelerinului, Burgos. Opera sculptorului Teodoro Antonio Ruiz.

O tradiție fundamentală afirmă că apostolului Iacob cel Mare a predicat în provincia romană Hispania, debarcând în Cartagina sau Tarragona și trecând aproape de Padron. Întorcându-se la Ierusalim, a condus Biserica și a fost decapitat de împăratul Irod Agripa I.

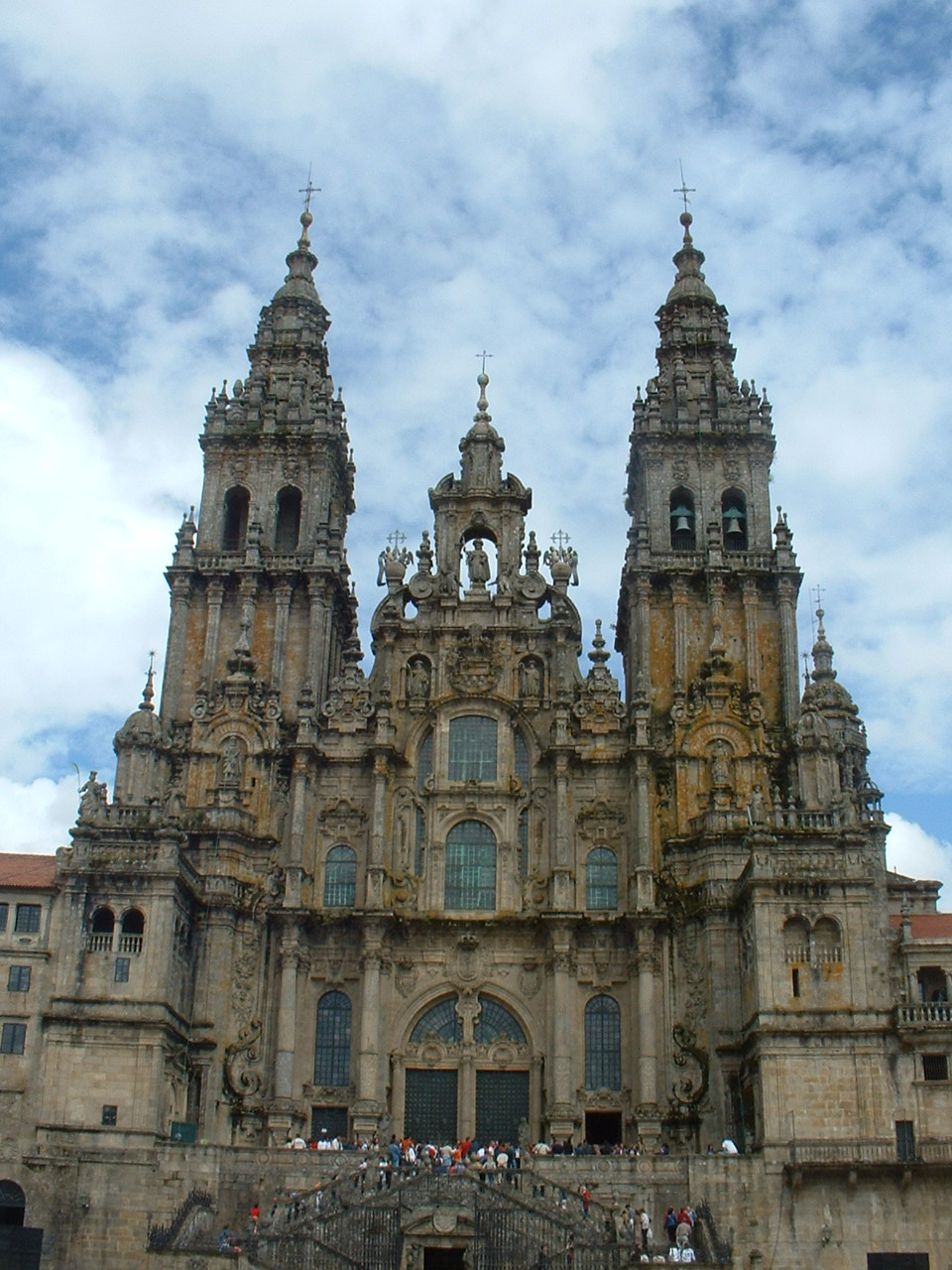
Catedrala de Santiago.

În anul 711 anumite teritorii ale Hispaniei au fost invadate și ocupate de arabi, care au pus bazele unui Emirat. Însă în anul 830, o legendă spune că un cioban galican pe nume Pelayo a găsit, călăuzit fiind de apariția unei stele, mormântul apostolului Iacob cel Mare. După decapitarea apostolului, trupul lui ar fi ajuns, cu o corabie, pe țărmul Spaniei. Credincioșii au înmormântat trupul lui Iacob cel Mare în locul în care ciobanul făcuse descoperirea. Începuse deja, înainte de găsirea mormântului, mișcarea de alungare a maurilor, „Reconquista”, însă descoperirea mormântului i-a încurajat pe creștini în lupta pentru eliberarea teritoriului Spaniei și împotriva expansiunii arabe în Europa.
Alfonso al II-lea, rege de Asturia, a ordonat construcția unei catedrale în cinstea Sfântului apostol Iacob cel Mare pe locul în care s-a găsit mormântul, mai exact pe Campus Stellae, pe Câmpul cu Stea - Compostela. Santiago de Compostela a devenit loc de pelerinaj, după Ierusalim și Roma. În scurt timp, Santiago de Compostela mai important și mai frecventat decât Ierusalim, care devenise prea periculos și nesigur. S-au dezvoltat și au început să fie mai cunoscute diverse localități de pe Camino, cum sunt: Puente la Reina, Logrono, Santo Domingo de la Calzada, Burgos, Sahagun, Leon și Astorga. 
Un ghid al pelerinilor din secolul al XII-lea este în culegerea de manuscrise latină Liber Sancti Jacobi; aici sunt amintite patru drumuri pe teritoriul Franței, care se unesc la Munții Pirinei. În anii 1970-1980 a avut loc o reactivare a pelerinajului la mormântul lui Iacob, iar în anul 1993 drumul principal de pe teritoriul Spaniei este declarat patrimoniu mondial UNESCO.

## Drumurile lui Iacob în Franța
Pe teritoriul Franței există 4 ramificații ale “Drumului lui Iacob” spre Spania:
- Via Tolosana (Arles - Montpellier - Toulouse - pasul “Col du Somport”)
- Via Podiensis (Le Puy-en-Velay - Conques - Moissac)
- Via Lemovicensis (Vézelay - Périgueux)
- Via Turonensis (Saint-Jean-d'Angély - Saintes - Bordeaux)

## Galerie de imagini

"Drumul lui Iacob" prin Franţa
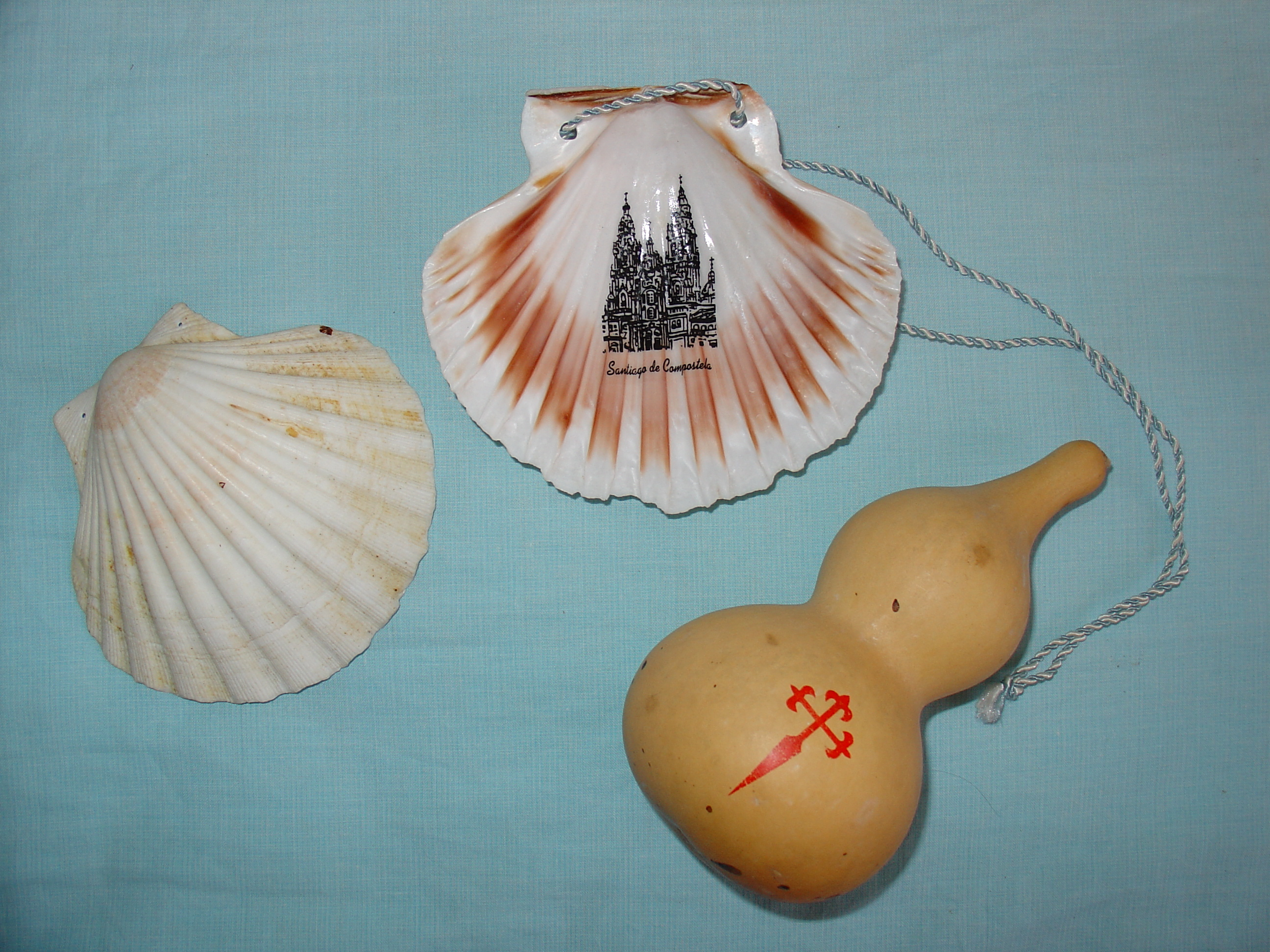
"Accesorii pelerinului"
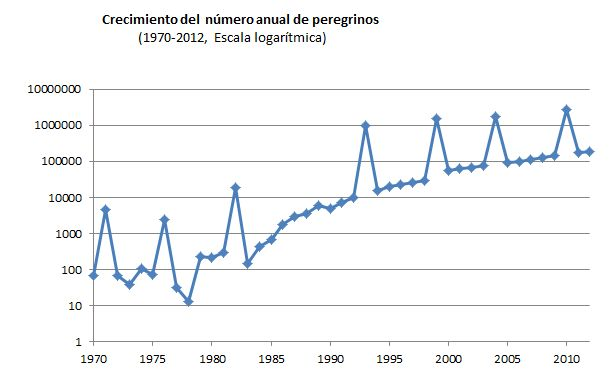
"Statistica cu număr de pelerini"
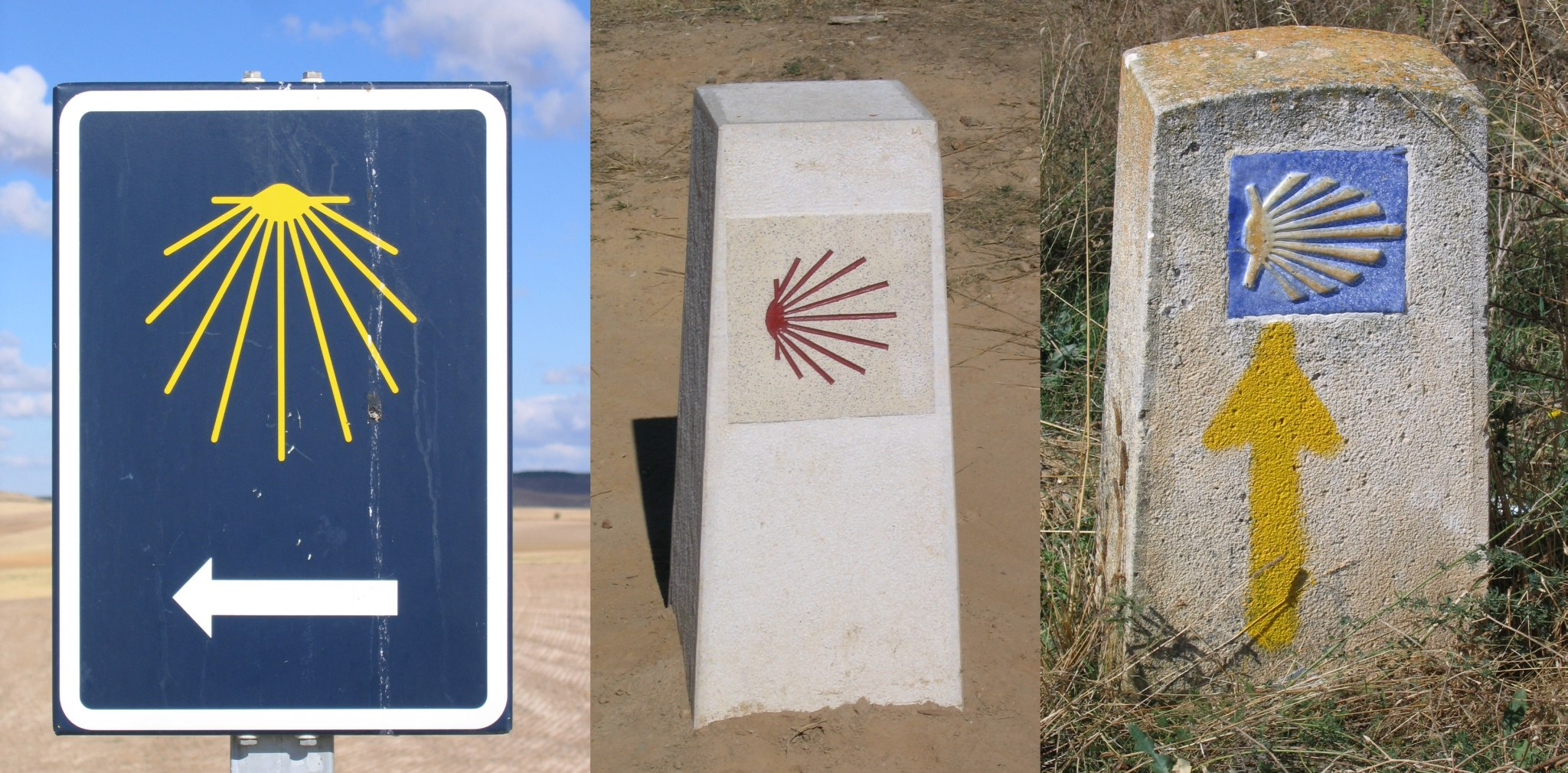
"Semnalizării Drumului lui Iacob"
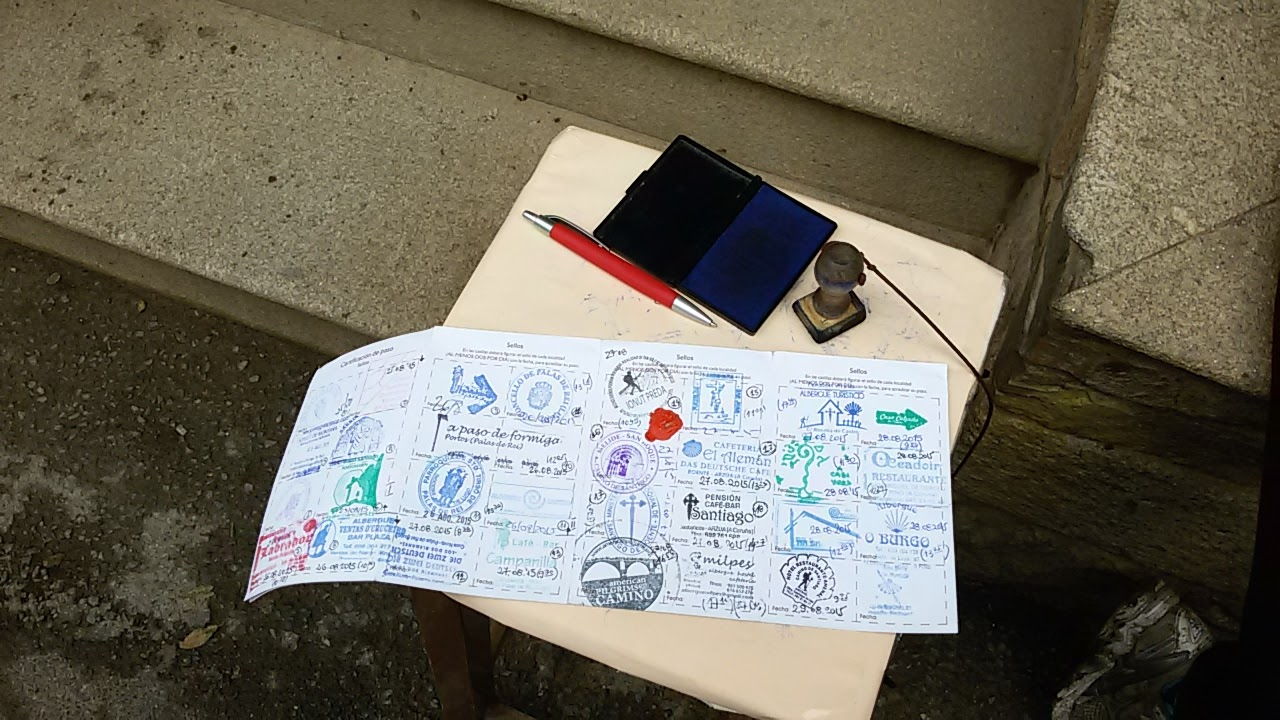
"Carnețel de pelerin și ștampilă care se folosește în biserici și hanuri"